# Double Fine Productions
Double Fine Productions è un'azienda statunitense con sede a San Francisco che si occupa dello sviluppo di videogiochi. È stata fondata nel luglio del 2000 da Tim Schafer, che aveva precedentemente lavorato come game designer alla LucasArts. Oltre a Schafer stesso, il nucleo originario dell'azienda era formato dai programmatori David Dixon e Jonathan Menzies, cui si aggiunsero nei primi mesi di vita della società diversi ex-dipendenti della LucasArts.
I primi due titoli dell'azienda, Psychonauts e Brütal Legend, sebbene ampiamente apprezzati dalla critica non andarono incontro al successo commerciale. A partire dal 2010 la Double Fine Productions ha così spostato gran parte della sua attività sullo sviluppo di giochi a budget ridotto e indie, puntando sulla distribuzione digitale.
La Double Fine Productions è stata anche fra le prime aziende del settore dei videogiochi a lanciare campagne di crowdfunding di successo: nel 2012 ha ottenuto un finanziamento di circa 3 milioni di dollari sulla piattaforma Kickstarter per lo sviluppo del videogioco Broken Age, aggregando quella che all'epoca fu una delle cifre più alte mai registrare sul sito.
A partire dal 2015, inoltre, l'azienda ha pubblicato le edizioni rimasterizzate di alcune avventure grafiche classiche della LucasArts, cui Schafer aveva lavorato nei primi anni della sua carriera.
Durante l'E3 2019 è stata annunciata l'acquisizione di Double Fine da parte di Microsoft, che l'ha inserita fra gli Xbox Game Studios.

## Giochi sviluppati
| Titolo                                              | Editore                                | Piattaforme                                                                        | Data uscita |
| --------------------------------------------------- | -------------------------------------- | ---------------------------------------------------------------------------------- | ----------- |
| Psychonauts                                         | Majesco Entertainment                  | Microsoft Windows, macOS, PlayStation 2, PlayStation 3, PlayStation 4, Xbox, Linux | 2005        |
| Brütal Legend                                       | Electronic Arts                        | Microsoft Windows, macOS, PlayStation 3, Xbox 360                                  | 2009        |
| Costume Quest                                       | THQ                                    | Microsoft Windows, macOS, PlayStation 3, Xbox 360                                  | 2010        |
| Stacking                                            | THQ                                    | Microsoft Windows, macOS, PlayStation 3, Xbox 360                                  | 2011        |
| Iron Brigade                                        | Microsoft Game Studios                 | Microsoft Windows, Xbox 360                                                        | 2011        |
| Sesame Street: Once Upon a Monster                  | Warner Bros. Interactive Entertainment | Xbox 360                                                                           | 2011        |
| Double Fine Happy Action Theatre                    | Microsoft Game Studios                 | Xbox 360                                                                           | 2012        |
| Kinect Party                                        | Microsoft Game Studios                 | Xbox 360                                                                           | 2012        |
| The Cave                                            | SEGA                                   | Microsoft Windows, macOS, PlayStation 3, Xbox 360, Wii U, Android, iOS             | 2013        |
| The Playroom, contenuto scaricabile: L'amico alieno | Sony Computer Entertainment            | PlayStation 4                                                                      | 2013        |
| Broken Age                                          | Double Fine Productions                | Microsoft Windows, macOS, PlayStation 4, PlayStation Vita, Android, iOS            | 2014        |
| Costume Quest 2                                     | Majesco Entertainment                  | Microsoft Windows, macOS, PlayStation 3, PlayStation 4, Xbox 360, Xbox One         | 2014        |
| Grim Fandango Remastered                            | Double Fine Productions                | Microsoft Windows, macOS, PlayStation 4, PlayStation Vita, Android, iOS            | 2015        |
| Massive Chalice                                     | Double Fine Productions, Humble Bundle | Xbox One, Microsoft Windows, macOS                                                 | 2015        |
| Day of the Tentacle Remastered                      | Double Fine Productions                | Microsoft Windows, macOS, PlayStation 4, PlayStation Vita, iOS, Linux              | 2016        |
| Headlander                                          | Adult Swim Games                       | Microsoft Windows, PlayStation 4, Xbox One                                         | 2016        |
| Full Throttle Remastered                            | Double Fine Productions                | Microsoft Windows, macOS, iOS, PlayStation 4, PlayStation Vita, Linux              | 2017        |
| Rad                                                 | Bandai Namco Entertainment             | Microsoft Windows, Nintendo Switch, PlayStation 4, Xbox One                        | 2019        |
| Psychonauts 2                                       | Xbox Game Studios                      | Microsoft Windows, macOS, PlayStation 4, Xbox One, Linux                           | 2021        |

## Double Fine Presents
Nel marzo 2014, Double Fine ha annunciato che la loro azienda avrebbe iniziato a pubblicare videogiochi indie sotto il nome di Double Fine Presents. Usando questo nuovo nome commerciale, Double Fine mette a disposizione le proprie capacità editoriali e gli uffici ad altri sviluppatori indipendenti per aiutarli a terminare il proprio lavoro finanziando, pubblicando e promuovendo il gioco stesso. L'idea è nata durante la Amnesia Fortnight 2014, dove gli sviluppatori indipendenti locali di San Francisco hanno lavorato con Double Fine nei loro studi, per un periodo di due settimane, con l'intento di contribuire alla visibilità dello studio. L'idea di Double Fine era anche quella di fornire assistenza nei videogiochi durante l'evento. Secondo il direttore operativo di Double Fine, Justin Bailey, l'obiettivo di questo approccio è quello di "aiutare gli sviluppatori di indie a costruire la propria comunità e responsabilizzarli con le conoscenze e gli strumenti di cui hanno bisogno per avere successo", fornendo loro assistenza "personalizzata di ciò di cui hanno bisogno per creare anche una certa codipendenza" che i mezzi di pubblicazione spesso richiedono.
Il primo gioco creato in questo modo è stato Escape Goat 2, sequel di Escape Goat. Il gioco infatti include un video umoristico che introduce, oltre al gioco stesso, l'idea di Double Fine in questione. Il video è stato girato in una settimana durante il Game Developers Conference 2014. Nel secondo titolo, Last Life, Double Fine ha contribuito a preparare e a presentare una campagna Kickstarter per contribuire al finanziamento dello sviluppo finale del gioco che è stato rilasciato poi nel 2016. Il terzo titolo annunciato nell'ambito di questo programma è stato Mountain di David OReilly, un'esperienza ambientalista, minimalista e piena di segreti e misteri. Nell'agosto 2014, Double Fine ha annunciato che ci sarebbe stato un quarto progetto che sarebbe stato rilasciato tramite il Double Fine Presents, il multiplayer diretto del videogioco Gang Beasts. L'ultimo programma di Double Fine Presents è stato GNOG, un'avventura rompicapo che è stato pubblicato nel 2016.
| Titolo        | Editore              | Piattaforme                                    | Data rilascio |
| ------------- | -------------------- | ---------------------------------------------- | ------------- |
| Escape Goat 2 | Double Fine Presents | Microsoft Windows, macOS, PlayStation 4, Linux | 2014          |
| Mountain      | Double Fine Presents | Microsoft Windows, macOS, iOS, Android, Linux  | 2014          |
| Last Life     | Double Fine Presents | Microsoft Windows, macOS, Linux                | 2016          |
| Gang Beasts   | Double Fine Presents | Microsoft Windows, macOS, PlayStation 4, Linux | 2017          |
| GNOG          | Double Fine Presents | Microsoft Windows, macOS                       | 2018          |